# Chatterton (ópera)
Chatterton es un dramma lírico u ópera en tres actos (cuatro en su versión original de 1876) con música y libreto en italiano de Ruggero Leoncavallo. El libreto está adaptado libremente de la vida del joven poeta inglés de Bristol, Thomas Chatterton (1752–1770). 
Considerado por los románticos como el perfecto arquetipo del poeta maldito, Chatterton se hizo famoso por sus brillantes pastiches de poesía medieval, que atribuyó a un imaginario monje del siglo XV a quien llamó Thomas Rowley. A los 18 años de edad se suicidó envenenándose en Londres. 
La trama de la ópera se basa en la obra Chatterton de Alfred de Vigny, publicada en 1835, un exitoso drama en tres actos derivado del segundo del trío de cuentos contenidos en su novela filosófica Stello (1832). 
Chatterton, compuesta en 1876, es la ópera de estreno de un joven Leoncavallo recientemente graduado del conservatorio de Nápoles. Sin embargo, el compositor fracasó en su intento de que su obra se representase debido a que el promotor de la producción planeada desapareció con el dinero de Leoncavallo poco antes del estreno. Leoncavallo tendría que esperar hasta después del éxito financiero de su ópera más conocida, Pagliacci de 1892, para que Chatterton se produjera. 
La ópera finalmente se estrenó el 10 de marzo de 1896, en el Teatro Dramático Nacional de Roma, en una versión revisada de la ópera original en cuatro actos. La obra no tuvo éxito ni siquiera después de otra revisión que se terminó en 1905. Hoy, Chatterton se representa raramente. En las estadísticas de Operabase Archivado el 14 de mayo de 2017 en Wayback Machine. no aparece entre las óperas representadas en el período 2005-2010.

## Personajes
| Personaje         | Tesitura | Reparto del estreno, 10 de marzo de 1896 (Director: Vittorio Podesti) |
| ----------------- | -------- | --------------------------------------------------------------------- |
| Thomas Chatterton | tenor    | Benedetto Lucignani                                                   |
| Jenny Clark       | soprano  | Adalgisa Gabbi                                                        |
| John Clark        | bajo     | Raffaele Terzi                                                        |
| Giorgio           | barítono | Giuseppe Cremona                                                      |
| Skirner           | tenor    | Aristide Anceschi                                                     |
| Lord Klifford     | barítono |                                                                       |
| Joven Henry       | soprano  | Cremona                                                               |

## Argumento
Chatterton vive como inquilino en una casa rica. Incapaz de vivir de lo que escribe, tiene que buscar un trabajo para mantenerse. Desafortunadamente, solo puede lograr trabajo como criado. El otro aspecto de la situación es su amor, frustrado y oculto, por Jenny Clark (Kitty Bell en la obra de Vigny), la esposa del empresario industrial que es su casero. Finalmente, enfrentado a un amor imposible y un trabajo de ínfima importancia, un desesperado Chatterton se suicida. Jenny lo sigue inmediatamente en la muerte.

## Grabaciones
- Chatterton destaca por ser una de las primeras óperas completas en ser grabadas (en mayo de 1908, por el predecesor de HMV la Gramophone Company en múltiples discos 78-rpm). El hecho de que esta grabación fuese dirigida por el propio compositor dota de un gran valor a este documento acústico.[4] Ha sido hábilmente restaurada por el ingeniero de sonido estadounidense Ward Marston y distribuido en CD por su sello discográfico, Marston Records (52016-2). La interpretación de la orquesta bajo dirección de Leoncavallo es impoluta y la calidad del reparto de cantantes inigualado, siendo la mejor contribución la del renombrado tenor dramático de La Scala en aquella época, Francesco Signorini, quien sirve su música con una bella voz y auténtica convicción dramática. (El Chatterton de 1908 se encuentra emparejado en el lanzamiento de Marston con la grabación del año 1907 de Pagliacci en su integridad, presentando un diferente reparto.)

- Otra grabación completa de la ópera es la que lanzó la discográfica Bongiovanni con el siguiente reparto: Renato Zuin, Tiziana Scaciga della Silva, Maurizio Zanchetti, Enrica Bassano, Fabrizio Neri - Orquesta de la Ópera Ucraniana de Dniepropetrovsk, Coro Filarmónico de Pesaro - Silvano Frontalini